# Hiyab (película)
Hiyab es una película del año 2005.

## Sinopsis
Fátima se enfrenta a su profesora porque no quiere quitarse el velo islámico.

## Premios
- Festival de Arona, Tenerife 2005
- Euromed Café, Nápoles 2005
- Festival de Cortometrajes de Mieres, Asturias 2005